# Paseo de los Héroes
El Paseo de los Héroes es una vialidad ubicada en Tijuana, Baja California, al noroeste de México. Es la arteria del distrito financiero Zona Río, de la delegación Centro y la avenida principal que conecta a San Ysidro con el resto de la ciudad. 
Construida en los 70s derivado de los trabajos de la canalización del Río Tijuana, Paseo de los Héroes debe su nombre a la presencia de distintos monumentos con héroes de la historia de México y Estados Unidos. Adquirió vital importancia en los años 80s y 2000s, cuando comenzó a tener centros comerciales, edificios corporativos y espacios culturales, siendo el corazón moderno de Tijuana. 

## Historia
Durante el gobierno del presidente Luis Echeverría Álvarez, la Secretaría del Patrimonio Nacional (Sepanal) inició, el 18 de julio de 1972, la obra de canalización del Río Tijuana, que previamente había corrido de forma intermitente a través de su cauce natural, que en años pasados había ya generado, en época de lluvias, inundaciones importantes e incluso había modificado el trazo urbano de Tijuana y San Ysidro.  
La primera etapa comprendió desde la línea internacional, en la frontera con Estados Unidos hasta el "puente negro", cómo se le conoce al puente del ferrocarril, a un costado de lo que fue el Casino Agua Caliente (actualmente, Centro Escolar Agua Caliente). El espacio a trabajar comprendía unas 160 hectáreas, con 4,5 km lineales de canalización. 
Una vez finalizada la primera etapa, en los alrededores se dio la traza urbana, construyendo 6 vialidades de oeste a este, (ahora Bulevar Padre Kino, Avenida Centenario, Paseo de los Héroes y Bulevar Sánchez Taboada, así como las Vías Rápidas). A partir de entonces, comenzó a construirse una serie de edificios que ahora son emblemáticos, como el Centro Cultural Tijuana, la Plaza Río, la Plaza del Zapato, el Edificio Calimax, la Torre Mol, el hotel Real Inn, algunos centros nocturnos cómo Baby Rock, edificios financieros y comercios; convirtiendo la vialidad en la arteria principal del distrito financiero.  
Cuenta con acceso a cuatro puentes vehiculares: uno de ellos conecta a la Garita de San Ysidro, otro a Palacio Municipal, uno más lleva al aeropuerto y otro último conecta con el antiguo acceso a la colonia Buena Vista.  

## Monumentos
Existen sobre el Paseo de los Héroes 7 monumentos, 4 de ellos ubicados en glorietas y los otros tres, en camellones de la misma vialidad. 

### Glorietas

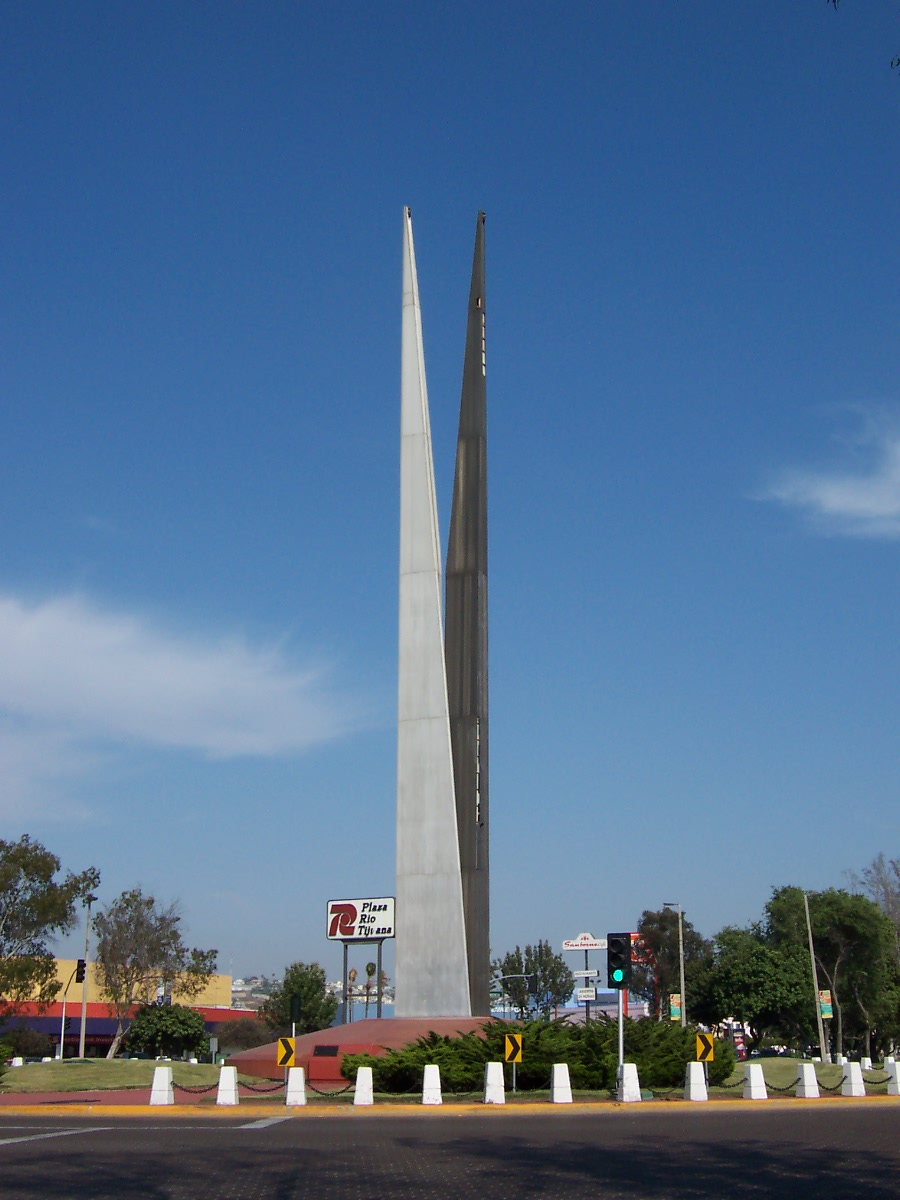
Monumento México en los 2000s

#### Monumento México
El primer monumento en una glorieta es el Monumento México, creado por la escultora Ángela Gurría en 1973 tras la canalización del Río Tijuana, y cuyo nombre oficial en ese entonces fue "México, Monumento al Mestizaje". Este monumento fue una estructura metálica que formaba una "M" estilizada, de ahí el nombre popular a "Monumento M".  
Durante años, la ciudadanía desconoció el nombre del mismo, pues para muchos, era una obra sin terminar. Con el paso del tiempo, el fierro se oxidó, a falta de mantenimiento y por ello fue conocido como "Monumento al Fierro". 
Con la llegada de Ernesto Ruffo Appel, se colocó un forro metálico a la estructura, por lo que para muchos pasó a ser conocido como "las Tijeras", nombre popular que sigue en uso hoy en día, aunque, la placa indica el nombre, oficialmente, como Monumento México.
El monumento se ubica en el cruce vial del Bulevar Independencia y Paseo de los Héroes. En sus extremos se encuentran ubicados el Centro Cultural Tijuana, Plaza Río, la Plaza del Zapato y algunos comercios.

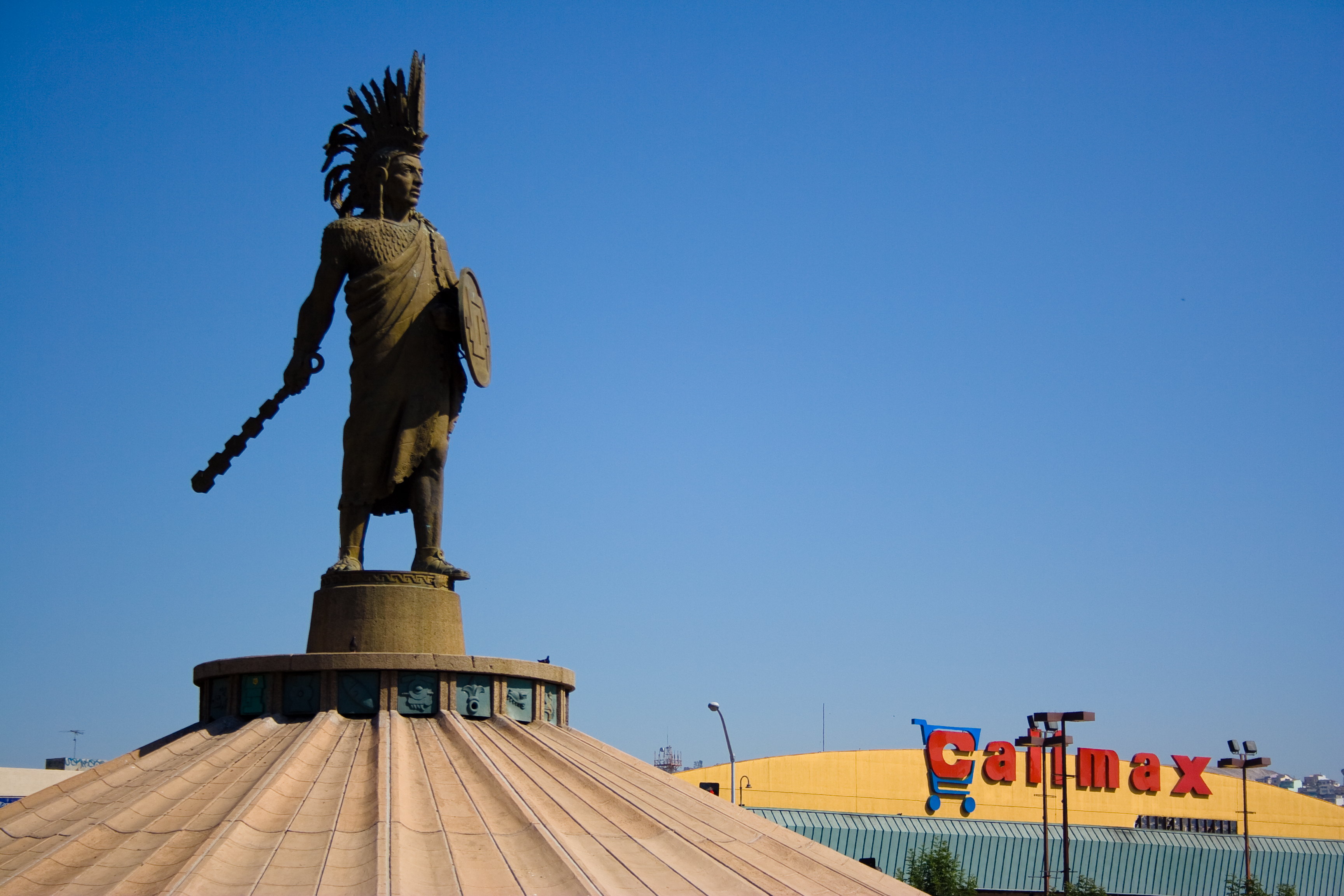
Monumento Cuauhtémoc en 2008

#### Monumento a Cuauhtémoc
El segundo monumento en una glorieta, es el del Cuauhtémoc, en honor al emperador azteca que gobernó el imperio Mexica de 1521 a 1525. El monumento, realizado por el escultor Alfonso Casarrubias Parra, fue donado por el gobierno del Estado de Guerrero al Ayuntamiento de Tijuana, e instalado en abril de 1975. Se ubica en el cruce del Bulevar Cuauhtémoc y Paseo de los Héroes. En sus extremos se encuentran Plaza Río, Hotel Real Inn, Calimax y algunos comercios.  
Ha adquirido relevancia por el emblema político que significaba, especialmente para los mítines del PRI; cuando este comenzó a perder poder, el monumento pasó a ser sede de reuniones para los ciudadanos en distintas manifestaciones: deportivas (campeonato del Club Tijuana en 2012) y políticas (#YoSoy132, marchas feministas, marchas por la paz, entre otros).    

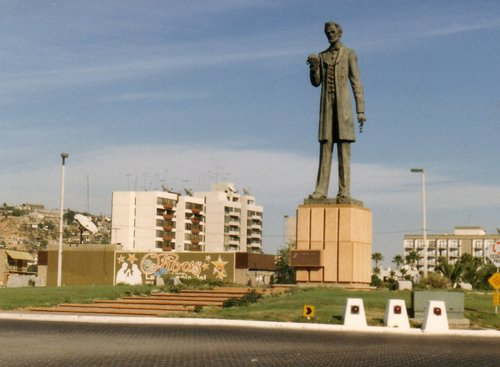
Monumento a Lincoln en la década de los 80s

#### Monumento a Abraham Lincoln
El monumento al presidente estadounidense Abraham Lincoln, se ubica en el cruce de Paseo de los Héroes con la Av. Diego Rivera.  Dicho monumento es un símbolo de amistad entre Estados Unidos y México, pues precisamente su colocación fue parte de acciones diplomáticas entre el presidente Ronald Reagan y José López Portillo, cuando el gobierno mexicano pagó a Ernesto Tamaris, para la realización de una escultura de Benito Juárez, el cual se encuentra en el Parque Pantoja, en San Diego. 
La escultura de Lincoln estuvo a cargo del artista Humberto Peraza, igual pagado por el gobierno estadounidense. Su colocación fue realizada en 1981 y desde entonces ha sido considerado enigmático por la presencia de un héroe estadounidense. Historiadores locales han apuntado, que de hecho, Abraham Lincoln fue uno de los pocos funcionarios estadounidenses que cuestionaron la Invasión de Estados Unidos a México. Cómo dato curioso, esta estatua es una de las pocas donde aparece su figura de pie, a diferencia de los más conocidos, en dónde aparece sentado, como la que se encuentra en Washington, D.C.

#### Monumento a Ignacio Zaragoza
Este monumento es el único ubicado en la avenida que no corresponde a un gobernante (presidente o monarca), se trata del ex Secretario de Guerra y Marina, Ignacio Zaragoza que combatió en la Batalla de Puebla durante el sexenio de Benito Juárez. Ignacio Zaragoza no tuvo relación con la ciudad de manera física, de hecho, falleció años atrás de la fundación de Tijuana, sin embargo, cuando se hizo la primera traza urbana, en los tiempos de Porfirio Díaz, se dio el nombre de Pueblo de Zaragoza a la cabecera municipal de Tijuana. El nombre nunca quedaría en uso por los habitantes, quienes estaban acostumbrados a llamar Tijuana a la ciudad.  Fue así que tras ser declarado benemérito de la patria en 1976, se colocó en distintas ciudades, monumentos en honor al exmilitar.

#### Monumento a Lázaro Cárdenas
El monumento al expresidente Lázaro Cárdenas del Río se ubica en el tramo final del Paseo de los Héroes antes de pasar a ser la prolongación. Se ubica frente a la preparatoria federal que lleva su nombre y está colocado ahí, precisamente por ser quién fundó el Centro Escolar Agua Caliente tras la prohibición de casinos en el país y la expropiación de los terrenos del Casino de Agua Caliente. A su vez, esas instalaciones fueron aprovechadas para recibir a refugiados españoles durante la Guerra Civil Española, recibiendo principalmente a niños.